# AC 파비아 1911
아소차치오네 칼초 파비아 1911 S.S.D.(Associazione Calcio Pavia 1911 S.S.D. a r.l.)는 롬바르디아주의 파비아를 연고로 하는 이탈리아의 프로 축구 구단으로, 흔히 파비오라고 불린다. 1955년에 마지막으로 세리에 B에 참가한 이후, 현재는 이탈리아 축구 리그 시스템에서 5부 리그에 해당하는 에첼렌차 롬바르디아주 지역 리그에 참가중이다.

## 역사
클럽은 1911년에 창단되었다.
베니토 카르보네가 2008년에서 2011년간 뛰었으며, 팀을 강등에서 구하고 2010-2011 시즌을 끝으로 은퇴하여 코치가 되었다.

## 색과 경기장
팀의 색깔은 파란색과 하얀색이다.